# Dymanowa
Dymanowa (biał. Дыманова; ros. Дыманово; hist Dymanów) – wieś na Białorusi, w rejonie witebskim obwodu witebskiego, około 13 km na południowy wschód od centrum Witebska, parę kilometrów na południe od obwodnicy tego miasta.

## Historia
Pierwszym znanym właścicielem Dymanowa i obszernych ziem województwa witebskiego był Jerzy Zaranek-Horbowski herbu Korczak, któremu – według tradycji rodzinnej – ziemie te nadał król Jan Kazimierz za zasługi wojenne. Z czasem dobra te przeszły na własność jego wnuka, Kazimierza, chorążego żmudzkiego, posła na sejm, strażnika litewskiego, starostę żmudzkiego i marszałka Trybunału Litewskiego. W rękach tej rodziny Dymanów pozostawał do 1917 roku. Ostatnim właścicielem tego i wielu sąsiednich majątków, oraz 1700 hektarów ziemi i 1000 hektarów lasów, był Zygmunt Zaranek-Horbowski (1874–1929), syn Piotra (1840–1904), sędziego powiatu orszańskiego.
Po I rozbiorze Polski w 1772 roku Dymanów, wcześniej należący do Rzeczypospolitej, znalazł się na terenie guberni witebskiej Imperium Rosyjskiego. Po ustabilizowaniu się granicy polsko-radzieckiej w 1921 roku Dymanów znalazł się na terenie ZSRR. Od 1991 roku znajduje się na terenie Republiki Białorusi.

## Dawny dwór
Dwór w Dymanowie został wybudowany na początku XIX wieku przez Ksawerego Zaranka-Horbowskiego. Był to ośmiooosiowy, klasycystyczny, modrzewiowy, parterowy, częściowo podpiwniczony dom, kryty wysokim, czterospadowym dachem. Przy obu skrajnych osiach usytuowane były dwa ganki, każdy zwieńczony trójkątnym frontonem wspartym dwiema parami smukłych kolumn. Po stronie ogrodowej, początkowo bez drzwi, z czasem dobudowano kuchnię. Układ wnętrz był dwutraktowy z korytarzem oddzielającym dwa rzędy pomieszczeń. 
Przed dworem znajdował się gazon, od strony tylnej ogród opadał ku jezioru odległemu o około 300 m od domu.
Majątek Dymanów jest opisany w 1. tomie Dziejów rezydencji na dawnych kresach Rzeczypospolitej Romana Aftanazego.